# Axiomatique (recueil)
Pour les articles homonymes, voir Axiomatique.
Axiomatique (titre original : Axiomatic) est un recueil de nouvelles de science-fiction écrites par l'écrivain australien Greg Egan, publié en 1995 puis traduit en français et publié en 2006. Le recueil appartient essentiellement au sous-genre hard science-fiction. Il est composé de dix-huit nouvelles, publiées principalement dans la revue australienne de science-fiction Interzone et dans Asimov's Science Fiction, de 1989 à 1992.

## Contenu
- L'Assassin infini ((en) The Infinite Assassin, 1991)
- Lumière des événements ((en) The Hundred Light-Year Diary, 1992)
- Eugène ((en) Eugene, 1990)
- La Caresse ((en) The Caress, 1990)
- Sœurs de sang ((en) Blood Sisters, 1991)
- Axiomatique ((en) Axiomatic, 1990)
- Le Coffre-fort ((en) The Safe-Deposit Box, 1989)
- Le Point de vue du plafond ((en) Seeing, 1995)
- L'Enlèvement ((en) A Kidnapping, 1995)
- En apprenant à être moi ((en) Learning to Be Me, 1990)
- Les Douves ((en) The Moat, 1991)
- La Marche ((en) The Walk, 1992)
- Le P'tit-mignon ((en) The Cutie, 1989)
- Vers les ténèbres ((en) Into Darkness, 1992)
- Un amour approprié ((en) Appropriate Love, 1991)
- La Morale et le Virologue ((en) The Moral Virologist, 1990)
- Plus près de toi ((en) Closer, 1992)
- Orbites instables dans la sphère des illusions ((en) Unstable Orbits in the Space of Lies, 1992)

## Résumés

### L'Assassin infini
Un tueur est chargé d'éliminer des personnes se déplaçant, grâce à une drogue, à travers une infinité d'univers parallèles, entraînant une dislocation de la réalité.

### Lumière des évènements
À la suite de l'invention d'une technique permettant d'envoyer des messages dans le passé, l'histoire du futur devient une connaissance commune, et tous les hommes connaissent à l'avance l'histoire de leur vie.

### Eugène
Un couple, devenu millionnaire, décide d'avoir un enfant et s'adresse à un généticien qui leur propose de créer un enfant sur mesure, capable de s'adapter à la dégradation de l'environnement et doté de facultés surhumaines.

### La Caresse
Alors qu'il enquête sur un meurtre, un policier découvre une créature mi-femme mi-léopard. Cette chimère pourrait être l'œuvre d'un riche excentrique reproduisant des tableaux en modifiant des êtres vivants.
Il y est fait mention du tableau de 1896 Des caresses du peintre belge Fernand Khnopff représentant un androgyne et une sphinge avec une tête humaine et un corps de léopard.

### Sœurs de sang
Il y eut la fuite accidentelle d’une arme biologique, un virus mortel, puis il y eut la panique mondiale qui a suivi. Mais finalement, le virus mutant rapidement, il n’occasionnait qu’une centaine de morts par an, tout au plus. Pas suffisamment pour que l’on cherche un remède. Le problème c’est lorsque cela tombe sur vous. Karen a une leucémie causée par le virus et découvre que Paula, sa sœur jumelle, est aussi malade. Après quelques mois de traitement, Karen a survécu mais pas Paula. Karen va mettre en lumière des pratiques pharmaceutiques en dehors de la morale.

### Axiomatique
À l’origine les implants étaient destinés à l’apprentissage rapide des langues étrangères. Mais l’industrie des loisirs s’est emparée du marché et a proposé des activités bien plus ludiques, « entre jeux vidéos et drogues hallucinogènes ». Puis ils sont devenus sexuels, religieux, philosophiques. Mark Carver a perdu son amie, victime d’un braquage de banque. Il n’a pas pardonné, même si pour lui l’idée de vengeance est moralement intolérable. Mais qu’est-ce donc que la morale si ce n’est une idée implantée ?

### Le Coffre-fort
À en croire son permis de conduire, ce matin il est Francis O’Leary. Sans savoir comment, depuis trente-neuf ans, depuis qu’il est né, il se réveille tous les matins dans un hôte. Un garçon ou un homme du même âge que lui, toujours dans la même ville. Statistiquement, il lui est donc arrivé d’avoir plusieurs fois le même hôte, à des semaines ou des années d’intervalle. L’enfance fut un moment difficile, de lente découverte. Depuis 22 ans il garde dans un coffre en centre ville des notes. Il a appris ainsi à vivre ces différentes vies. Ce matin, il se rend au travail de O’Leary, et il va y faire une rencontre d’un étrange patient qui va assombrir les choses.

### Le Point de vue du plafond
C’est amusant les expériences extracorporelles, enfin sauf quand on a pris une balle dans la tête, qu’on se retrouve collé au plafond de sa chambre d’hôpital et qu’on n’en redescend pas, même une fois réveillé. C’est ce qui arrive à Lowe, un magnat de l’industrie cinématographique. Lowe pensait bien un jour prendre une balle. Mais il n’imaginait pas devoir vivre avec une telle altération du point de vue sur lui-même et sur le monde. Lui, le cinéaste. Est-ce une rédemption ?

### L'Enlèvement
« Nous détenons votre femme. Transférez un demi-million de dollars si vous ne voulez pas qu’elle souffre ». C’est le message que reçoit David. Sauf que sa femme Loraine n’a pas été enlevée. Elle va même très bien. Une mauvaise blague donc ? Pas si vite, on est chez Egan. David depuis des années se fait scanner. Personnalité, schémas neuronaux, physiques, etc. dans le but de se faire ressusciter dans une simulation informatique le jour où il disparaîtra physiquement. Cette image de lui a une valeur, au moins sentimentale, pour lui-même. Et si, dans cette simulation, l’image de sa femme venait à manquer ?

### En apprenant à être moi
Tout enfant a dans le crâne un petit cristal sombre, qui enregistre ses sensations, ses pensées, et apprend à être lui. Es-tu le cristal ou bien l’être humain ? Voilà la question que tout enfant se pose à un moment ou un autre. Finalement ce n’est qu’une question de redondance. Mais voilà, avant trente ans, tout le monde bascule. C’est-à-dire qu’avant que le cerveau ne commence à entamer son déclin naturel, on laisse les rênes au cristal. Un peu perturbé par tout cela, le narrateur décide d’étudier la physique quantique et comprendre comment le cristal fonctionne. Puis la philosophie et les mécanismes de la conscience. À vingt-trois ans, il épouse Daphné, qui en a trente-et-un, mais n’a toujours pas basculé. Elle a peur. Ils se promettent de le faire ensemble, mais il recule au dernier moment et abandonne Daphné. À vingt-huit ans, il se pose toujours la même question. Mais la réponse cette fois va s’imposer à lui et elle est terrifiante.

### Les Douves
Un viol, une analyse ADN révélant des anomalies, nombreuses, et  beaucoup de questions qui se posent. Ce qui caractérise les membres d’une même espèce, c’est leur capacité à se reproduire entre eux. Mais il suffit de quelques différences sur les bonnes bases, et on se retrouve hors de l’espèce. Une nouvelle glaçante sur le racisme et l’isolement de la classe dirigeante.

### La Marche
Deux hommes avancent l’un derrière l’autre, le temps d’une marche en forêt. L’un tient une arme pointée vers l’autre. L’autre n’a que 25 ans et n’a pas envie de mourir. Une autre nouvelle sur l’altération des croyances par l’usage d’implant.

### Le P'tit-mignon
Diane ne veut pas en entendre parler. Franck, lui, a envie d’avoir un enfant. Diane est partie, alors Franck s’achète le kit P’tit mignon à Taiwan. Puisque le P’tit mignon n’est pas légalement humain, les procédures de naissance sont simplifiées. Et puis on peut choisir la couleur des yeux, des cheveux, etc. C’est simple et de toute façon à 4 ans ils s’éteignent, sereinement. Une dernière bise et bonne nuit. C’est ainsi que Franck tombe enceint puis enfante Ange. « Papa t’aime ».

### Vers les ténèbres
Le flic lui dit : « J’ai du respect pour ce que vous faites mais ça ne m’empêche pas de penser que vous devez être complètement dingue. » Normal, il est sauveteur. D’un genre un peu spécial. Il sauve les gens pris dans un Seuil. Un Seuil, c’est un trou de ver, d’un kilomètre de diamètre, et qui depuis dix ans se promène sur la planète en apparaissant aléatoirement. Il n’y a qu’un moyen de s’en sortir vivant, c’est de courir vers le centre, toujours vers le centre car le temps est anisotrope dans un trou de ver.

### Un amour approprié
Chris est victime d'un terrible accident de train, heureusement, il échappe de la mort de justesse, il a juste besoin... d'un nouveau corps ! La police d'assurance contractée avec sa femme paie tous les frais du clonage de son mari, ainsi que la transplantation de son cerveau, d'ici deux ans, le temps de maturation accélérée du clone, mais il y a un problème : il existe une clause dans le contrat qui stipule que sa femme devra obligatoirement accepter la technologie la moins chère, en ce qui concerne la préservation du cerveau pendant ces deux années. Or un tout nouveau procédé « naturel » vient d'être mis au point pour vingt fois moins cher que les systèmes d'alimentation artificiels utilisés jusqu'alors...

### La Morale et le Virologue
John Shawcross croit en Dieu et en la bible. L’apparition du SIDA l’a empli de joie, certain qu’il s’agissait là d’une punition divine. Il cessa ses études de paléontologie pour se diriger vers la biologie moléculaire. Il crée un virus qu’il s’injecte et parcourt le monde pour le répandre.

### Plus près de toi
« L’intimité est le seul remède au solipsisme ». Une autre nouvelle dans laquelle la personnalité peut être transférée dans un cristal. Et pourquoi ne pas en profiter pour échanger de corps avec la personne qu’on aime, pour partager pleinement son vécu ? Puis on peut compliquer le jeu, s’offrir d’autres expérience d’intimité plus poussée, jusqu’à partager le même esprit.

### Orbites instables dans la sphère des illusions
Le 12 janvier 2022 l’humanité a subi un brusque changement d’état psychique. Tout le monde s’est mis à absorber les croyances d’autrui. Au début, ce fut le chaos, chacun redécouvrait dieu ou son contraire, changeait de foi d’un moment à l’autre, ou reniait tout en bloc. Mais le chaos ne dura pas et les lieux où une culture ou une croyance dominait acquirent un avantage et devinrent des attracteurs. Les croyances sont devenues géographie. 

## Réception
Ce recueil a été presque unanimement salué comme un événement majeur de la science-fiction.

## Éditions
- Axiomatic, Millennium, 17 avril 1995, 289 p.  (ISBN 1-85798-416-1)
- Axiomatique, Le Bélial' & Quarante-deux, 20 septembre 2006, trad. Sylvie Denis, Francis Lustman, Francis Valéry et Quarante-deux, 464 p.  (ISBN 2-84344-073-4)
- Axiomatique, Le Livre de poche, coll. « Science-fiction » no 31549, 21 octobre 2009, trad. Sylvie Denis, Francis Lustman, Francis Valéry et Quarante-deux, 512 p.  (ISBN 978-2-253-08783-0)
- Axiomatique, Le Bélial', coll. « Quarante-deux », 10 mars 2022, trad. Sylvie Denis, Francis Lustman, Francis Valéry et Quarante-deux, 480 p.  (ISBN 978-2-84344-998-7)